# Ceratosaurider
Ceratosauriderna (Ceratosauridae) var en familj av theropoda rovdinosaurier som tillhörde infraordningen Ceratosauria. Familjens typsläkte, Ceratosaurus, har påträffats i stenlager från Juraperioden i Nordamerika, Tanzania och Portugal samt släktet Genyodectes från tidig Krita i Argentina. Fossila ben och tänder som ej kan identifieras säkert men som troligen kommer från ceratosaurider har även hittats i stenlager från mitten av Jura på Madagaskar, sen Jura i Schweiz och tidig Krita i Uruguay.

## Beskrivning och paleobiologi

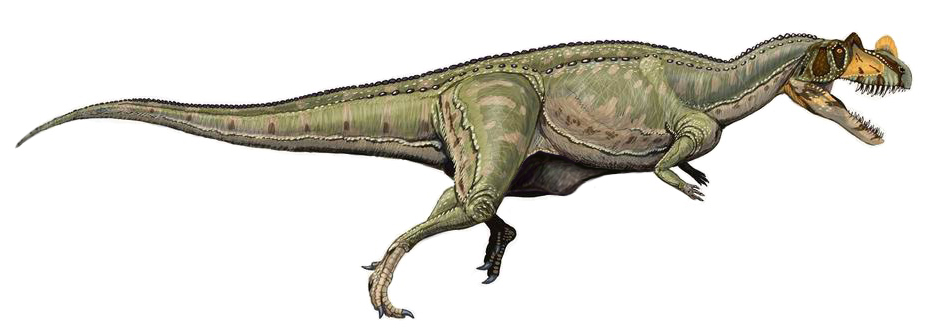
Rekonstruktion av Ceratosaurus nasicornis.

På grund att Genyodectes har ytterest få kända bevarade kvarlevor är det svårt att med säkerhet skapa en beskrivning av familjen som helhet. Exempelvis kan de berömda hornen hos Ceratosaurus ha varit ett drag som enade hela gruppen eller något specifikt för Ceratosaurus, fossilen från Genyodectes bevarar inte den del av huvudet där de sitter hos Ceratosaurus. Även andra drag är svåra att applicera på hela gruppen, och fler och bättre fossil av andra ceratosaurider än Ceratosaurus krävs för att kunna säga någonting säkert.
Ceratosaurider har hittats i formationer såsom Morrisonformationen och Tendaguruformationen, platser där andra stora rovdinosaurier också levde. Då de levde i samma miljö som rovdjur såsom Allosaurus är det möjligt att de konkurrerat med dessa för att kunna dra nytta av bytesdjuren i området. 

## Släkten
- Ceratosaurus
- Genyodectes